# Gouvernements de la Première République espagnole
Il y a eu au total 8 gouvernements de la Première République espagnole : 5 durant la République fédérale (du 11 février 1873 au 3 janvier 1874) puis 3 autres au cours de la République unitaire (du 4 janvier 1874 au 29 décembre 1874).

## Gouvernements de la République fédérale

### Présidence d’Estanislao Figueras (11 février - 11 juin 1873)
| Présidence du pouvoir exécutif | Estanislao Figueras y Moragas                                                            |
| État                           | Emilio Castelar y Ripoll                                                                 |
| Gouvernement                   | Francisco Pi y Margall                                                                   |
| Grâce et Justice               | Nicolás Salmerón y Alonso                                                                |
| Marine                         | José María Beránger Ruiz de Apodaca                                                      |
| Guerre                         | Fernando Fernández de Córdoba Valcárcel Domingo Moriones y Murillo, intérim (24 février) |
| Budget                         | José Echegaray y Eizaguirre                                                              |
| Outre-mer                      | Francisco Salmerón y Alonso                                                              |
| Équipement                     | Manuel Becerra y Bermúdez                                                                |

| Présidence du pouvoir exécutif | Estanislao Figueras y Moragas Francisco Pi y Margall, intérim (10 - 25 mars / 21 - 28 avril)                                                                                                |
| État                           | Emilio Castelar y Ripoll |
| Gouvernement                   | Francisco Pi y Margall |
| Grâce et Justice               | Nicolas Salmerón y Alonso |
| Marine                         | Jacobo Oreyro y Villavicencio |
| Guerre                         | Juan Acosta Muñoz (24 février - 30 avril) Ramón Nouvilas y Rafols (30 avril - 7 juin) Fernando Pierrad, intérim (30 avril - 3 mai) Estanislao Figueras y Moragas, intérim (8 mai - 11 juin) |
| Budget                         | Juan Tutau y Verges |
| Outre-mer                      | José Cristóbal Sorní y Grau |
| Équipement                     | Eduardo Chao Fernández |

### Présidence de Francisco Pi y Margall (11 juin - 18 juillet de 1873)
| Présidence du pouvoir exécutif | Francisco Pi y Margall |
| État                           | José Muro y López Salgado (11 - 28 juin) Eleuterio Maisonnave y Cutayar (28 juin - 18 juillet)                                         |
| Gouvernement                   | Francisco Pi y Margall |
| Grâce et Justice               | José Fernández González (11 - 28 juin) Joaquín Gil Bergés (28 juin - 18 juillet)                                                       |
| Marine                         | Federico Anrich Santamaría |
| Guerre                         | Nicolás Estévanez Murphy (11 - 28 juin) Eulogio González Íscar (28 juin - 18 juillet) Eduardo López Carrafa, intérim (28 - 30 de juin) |
| Budget                         | Teodoro Ladico y Font (11 - 28 juin)br>José Carvajal Hué (28 juin - 18 juillet)                                                        |
| Outre-mer                      | José Cristóbal Sorní y Grau (11 - 28 juin) Francisco Suñer y Capdevila (28 juin - 18 juillet)                                          |
| Équipement                     | Eduardo Benot Rodríguez (11 - 28 juin) Ramón Pérez Costales (28 juin - 18 juillet)                                                     |

### Presidencia de Nicolás Salmerón (18 juillet - 7 septembre 1873)
| Présidence du pouvoir exécutif | Nicolás Salmerón Alonso                                   |
| État                           | Santiago Soler y Pla (19 juillet - 4 septembre)           |
| Gouvernement                   | Eleuterio Maisonnave y Cutayar (19 juillet - 4 septembre) |
| Grâce et Justice               | Pedro José Moreno Rodríguez (19 juillet - 4 septembre)    |
| Marine                         | Jacobo Oreyro y Villavicencio (19 juillet - 4 septembre)  |
| Guerre                         | Eulogio González Íscar (19 juillet - 4 septembre)         |
| Budget                         | José Carvajal Hué (19 juillet - 4 septembre)              |
| Outre-mer                      | Eduardo Palanca Asensi (19 juillet - 4 septembre)         |
| Équipement                     | José Fernando González Sánchez (19 juillet - 4 septembre) |

### Présidence d’Emilio Castelar (7 septembre 1873 - 3 janvier 1874)
| Présidence du pouvoir exécutif | Emilio Castelar y Ripoll                                                                                           |
| État                           | José Carvajal Hué (à partir du 8 de septembre)                                                                     |
| Gouvernement                   | Eleuterio Maisonnave y Cutayar (à partir du 8 de septembre) José Carvajal Hué, intérim (25 - 30 de septiembre)     |
| Grâce et Justice               | Luis del Río y Ramos (à partir du 8 de septembre)                                                                  |
| Marine                         | Jacobo Oreyro y Villavicencio (à partir du 8 de septembre) José Sánchez Bregua, intérim (15 octobre - 16 novembre) |
| Guerre                         | Jacobo Oreyro y Villavicencio, intérim (8 - 9 septembre) José Sánchez Bregua (à partir du 9 de septembre)          |
| Budget                         | Luís María Pedregal (à partir du 8 de septembre)                                                                   |
| Outre-mer                      | Santiago Soler y Pla (à partir du 8 de septembre) Joaquín Gil Bergés, intérim (29 octobre)                         |
| Équipement                     | Joaquín Gil Bergés (à partir du 8 de septembre)                                                                    |

## Gouvernements de la République unitaire

### Présidence de Francisco Serrano (3 janvier - 31 décembre 1874
| Présidence du pouvoir exécutif / Présidence du Conseil | Francisco Serrano y Domínguez (3 janvier-26 février) Juan de Zavala y de la Puente (26 février-13 mai) |
| État                                                   | Práxedes Mateo Sagasta                                                                                 |
| Gouvernement                                           | Eugenio García Ruiz                                                                                    |
| Grâce et Justice                                       | Eugenio García Ruiz, intérim (3 - 4 janvier) Cristino Martos y Balbi (depuis le 4 janvier)             |
| Marine                                                 | Juan Bautista Topete y Carballo Juan de Zavala y de la Puente, intérim (18-24 janvier)                 |
| Guerre                                                 | Juan de Zavala y de la Puente                                                                          |
| Budget                                                 | Práxedes Mateo Sagasta, intérim (3-4 janvier) José Echegaray (depuis le 4 janvier)                     |
| Outre-mer                                              | Víctor Balaguer Cirera                                                                                 |
| Équipement                                             | Víctor Balaguer Cirera, intérim (3-4 janvier) Tomás Mosquera (depuis le 4 janvier)                     |

| Présidence du Conseil | Juan de Zavala y de la Puente Práxedes Mateo Sagasta, intérim (29 juin-3 septembre)    |
| État                  | Augusto Ulloa y Castañón                                                               |
| Gouvernement          | Práxedes Mateo Sagasta                                                                 |
| Grâce et Justice      | Manuel Alonso Martínez                                                                 |
| Marine                | Rafael Rodríguez de Arias                                                              |
| Guerre                | Juan de Zavala y de la Puente Fernando Cotoner y Chacón, intérim (29 juin-3 septembre) |
| Budget                | Juan Francisco Camacho                                                                 |
| Outre-mer             | Antonio Romero Ortiz Augusto Ulloa y Castañón, intérim (11-21 juin)                    |
| Équipement            | Eduardo Alonso Colmenares                                                              |

| Présidence du Conseil | Práxedes Mateo Sagasta    |
| État                  | Augusto Ulloa y Castañón  |
| Gouvernement          | Práxedes Mateo Sagasta    |
| Grâce et Justice      | Eduardo Alonso Colmenares |
| Marine                | Rafael Rodríguez de Arias |
| Guerre                | Francisco Serrano Bedoya  |
| Budget                | Juan Francisco Camacho    |
| Outre-mer             | Antonio Romero Ortiz      |
| Équipement            | Carlos Navarro Rodrigo    |